# Râul Valea Răchițelii, Breazova
Râul Valea Răchițelii este un curs de apă, singurul afluent de stânga al râului Breazova. 

## Generalități hidrografice
Râul Galbena are doi afluenți de stânga, Boianu, Valea Borii, și niciun afluent de dreapta. 

## Hărți
- Harta Munților Poiana Ruscă  Arhivat în 12 martie 2010, la Wayback Machine.
- Harta Munților Retezat  Arhivat în 10 iulie 2012, la Wayback Machine.
- Harta județului Hunedoara